# Кастелиналдо д'Алба
Кастелина̀лдо д'А̀лба (на италиански: Castellinaldo d'Alba, до 2015 г. само Castellinaldo, Кастелиналдо, на пиемонтски: Castlinàud, Кастълинауд) е село и община в Северна Италия, провинция Кунео, регион Пиемонт. Разположено е на 285 m надморска височина. Населението на общината е 906 души (към 2010 г.).